# Евсеев, Гаврил Петрович
Гаврил (Гаврила) Петрович Евсеев (1914—1973) — майор Рабоче-крестьянской Красной Армии, участник Великой Отечественной войн, Герой Советского Союза (1945).

## Биография
Гаврил Евсеев родился 15 июля 1914 года в селе Потапово-Тумбарла (ныне — Бавлинский район Татарстана). Чуваш. Получил неполное среднее образование. С 1932 года работал инструктором Бавлинского районо. В 1936 году Евсеев был призван на службу в Рабоче-крестьянскую Красную Армию. В 1940 году он окончил курсы младших лейтенантов. С ноября 1941 года — на фронтах Великой Отечественной войны. К апрелю 1945 года майор Гаврил Евсеев командовал дивизионом 547-го миномётного полка 61-й армии 1-го Белорусского фронта. Отличился во время форсирования Одера.
17 апреля 1945 года Евсеев успешно организовал переправу своего дивизиона через р. Одер в районе населённого пункта Нойглитцен в 13 километрах к северу от Врицена и установил связь со стрелковым полком. Ведя огонь по противнику, дивизион поддержал действия пехоты по расширению плацдарма. За этот бой был удостоен звания Героя Советского Союза.
После окончания войны Евсеев был уволен в запас. Вернулся в родное село. Скончался 15 мая 1973 года.

## Награды
Указом Президиума Верховного Совета СССР от 31 мая 1945 года майор Гаврил Евсеев был удостоен высокого звания Героя Советского Союза с вручением ордена Ленина и медали «Золотая Звезда».
Был также награждён двумя орденами Красного Знамени, орденами Отечественной войны 2-й степени и Красной Звезды, рядом медалей.

## Память
- Мемориальная доска в память о Г.П. Евсееве установлена Российским военно-историческим обществом на здании Потапово-Тумбарлинской средней школы Бавлинского района, где он учился, школа носит имя Героя[2].
- Установлен бюст в г. Бавлы.